# Арманно Фаваллі
Арманно Фаваллі (італ. Armanno Favalli, 20 травня 1936, Робекко-Ольо — 10 червня 1965, Кальватоне) — італійський футболіст, грав на позиції півзахисника.

## Клубна кар'єра
Вихованець футбольної школи клубу «Кремонезе». Дебютував за основний склад клубу в Серії З 1957 року. Через рік привернув увагу тренерського штабу «Мілана», вирушив на перегляд, однак після кількох товариських матчів в склад не пройшов і підписав контракт з клубом «Брешіа».
У «Брешії» відіграв 5 сезонів з 1959 по 1964 роки, виходив на поле у 125 матчах, забив 17 голів.
У 1964 році перейшов до складу «Фоджі», тим самим дебютував в італійській Серії А, забивши 2 голи в 32 матчах за клуб у чемпіонаті Італії.

## Виступи за збірну
У 1960 році залучався до складу молодіжної збірної Італії. У складі збірної був учасником футбольного турніру на Олімпійських іграх 1960 року в Римі, на якому італійцям довелося задовольнитися четвертим місцем. Однак Арманно не в одному матчі на поле не вийшов.

## Смерть
В кінці сезону 1965 року, повертаючись в Кремону за кермом свого автомобіля Fiat 850, потрапляє в автомобільну катастрофу і гине у віці 26 років.